# Treffurt
Treffurt is een gemeente in de Duitse deelstaat Thüringen, en maakt deel uit van de Wartburgkreis.
Treffurt telt 5.936 inwoners. Naast de stad omvat de gemeente ook de dorpen Falken, Großburschla, Schnellmannshausen, Hattengehau, Schrapfendorf en Volteroda.

## Geboren in Treffurt
- Egon Bahr (1922-2015), politicus en architect van de Neue Ostpolitik van Willy Brandt

Amt Creuzburg ·
Bad Liebenstein ·
Bad Salzungen ·
Barchfeld-Immelborn ·
Berka v. d. Hainich ·
Bischofroda ·
Buttlar ·
Dermbach ·
Eisenach ·
Empfertshausen ·
Geisa ·
Gerstengrund ·
Gerstungen ·
Hörselberg-Hainich ·
Kaltennordheim ·
Krauthausen ·
Krayenberggemeinde ·
Lauterbach ·
Leimbach ·
Nazza ·
Oechsen ·
Ruhla ·
Schleid ·
Seebach ·
Treffurt ·
Unterbreizbach ·
Vacha ·
Weilar ·
Werra-Suhl-Tal ·
Wiesenthal ·
Wutha-Farnroda